# Eugen Römer
Eugen Römer (* 10. Februar 1944 in Mondsee; † 9. September 2021) war ein deutscher Komponist und Musikproduzent.

## Leben
Eugen Römer war seit 1987 mit Die Höhner, Andy Borg, Romantic Flamingos und Bernhard Brink im Geschäft.
Er gilt als Entdecker von Schlagersängerin Andrea Berg. Für sie hat er von 1992 bis 2012 insgesamt rund 150 Werke komponiert, darunter auch das Lied „Du hast mich tausendmal belogen“ (2001) aus dem Album „Wo liegt das Paradies“. Dabei agierte er sehr vielfältig, z. B. bei „Splitternackt“ (2006) als Komponist, Arrangeur und Produzent, an den Instrumenten Bass, Schlagzeug, Keyboard, Klavier sowie mit den Hintergrundaufgaben Programmierung und Tontechniker.
Römer war mit Bergs Eltern bekannt und auch in ihr Privatleben involviert. Die Zusammenarbeit endete, als er sich wegen Burn-out zurückzog. Sie ehrte ihn postum mit einem Hitmedley in der Giovanni-Zarrella-Show am 21. September 2021.
Römer produzierte außerdem unter anderem Vicky Leandros (1995), Hape Kerkelings „Isch kandidiere“ (2009), Melanie Miric (2012), Anna-Carina Woitschack (2017), Monika Martin (2019).
Er war verheiratet und lebte in Köln.